# Kijewskoje (Kaliningrad)
Kijewskoje (russisch Киевское, deutsch Schmiedehnen) ist ein Ort in der russischen Oblast Kaliningrad. Er gehört zur kommunalen Selbstverwaltungseinheit Stadtkreis Selenogradsk im Rajon Selenogradsk.

## Geographische Lage
Kijewskoje liegt 26 Kilometer nordöstlich der Oblasthauptstadt Kaliningrad (Königsberg) am Südufer des Kurischen Haffs (russisch: Kurschski Saliw). Durch den Ort verläuft eine Nebenstraße, die von dem bereits im Rajon Gurjewsk (Kreis Neuhausen) liegenden Nachbardorf Nekrassowo (Liska-Schaaken) bis nach Sosnowka (Bledau) südöstlich der Kreisstadt Selenogradsk (Cranz) führt. Bis 1945 war Kaschirskoje die nächste Bahnstation an der Bahnstrecke Prawten–Schaaksvitte (russisch: Lomonossowo–Kaschirskoje) der Königsberger Kleinbahn, die nicht mehr in Betrieb ist.

## Geschichte
Das bis 1946 Schmiedehnen genannte Dorf geht auf das Gründungsjahr 1302 zurück. Im Jahre 1874 wurde es in den neuerrichteten Amtsbezirk Schaaken (russisch: Nekrassowo) eingegliedert und gehörte bis 1939 zum Landkreis Königsberg (Preußen), von 1939 bis 1945 zum Landkreis Samland im Regierungsbezirk Königsberg der preußischen Provinz Ostpreußen.
Im Jahre 1945 kam Schmiedehnen als Folge des Zweiten Weltkrieges mit dem gesamten Nordostpreußen zur Sowjetunion. Der Ort erhielt im Jahr 1947 die russische Bezeichnung „Kijewskoje“ und wurde gleichzeitig in den Dorfsowjet Kaschirski selski Sowet im Rajon Gurjewsk eingeordnet. Später gelangte der Ort in den Muromski selski Sowet im Rajon Selenogradsk. Von 2005 bis 2015 gehörte Kijewskoje zur Landgemeinde Kowrowskoje selskoje posselenije und seither zum Stadtkreis Selenogradsk.

### Einwohnerentwicklung
| Jahr | Einwohner |
| ---- | --------- |
| 1910 | 138       |
| 1933 | 167       |
| 1939 | 170       |
| 2002 | 87        |
| 2010 | 85        |

## Kirche
Die Bevölkerung Schmiedehnens war vor 1945 überwiegend evangelischer Konfession und in das Kirchspiel Powunden (heute russisch: Chrabrowo) eingepfarrt. Das gehörte zum Kirchenkreis Königsberg-Land II innerhalb der Kirchenprovinz Ostpreußen der Kirche der Altpreußischen Union.
Heute liegt Kijewskoje im Einzugsgebiet zweier in den 1990er Jahren neu entstandenen evangelisch-lutherischen Gemeinden: Marschalskoje (Gallgarben) und Selenogradsk (Cranz). Beides sind Filialgemeinden der Auferstehungskirche in Kaliningrad (Königsberg) innerhalb der Propstei Kaliningrad der Evangelisch-lutherischen Kirche Europäisches Russland. 